# Torrente

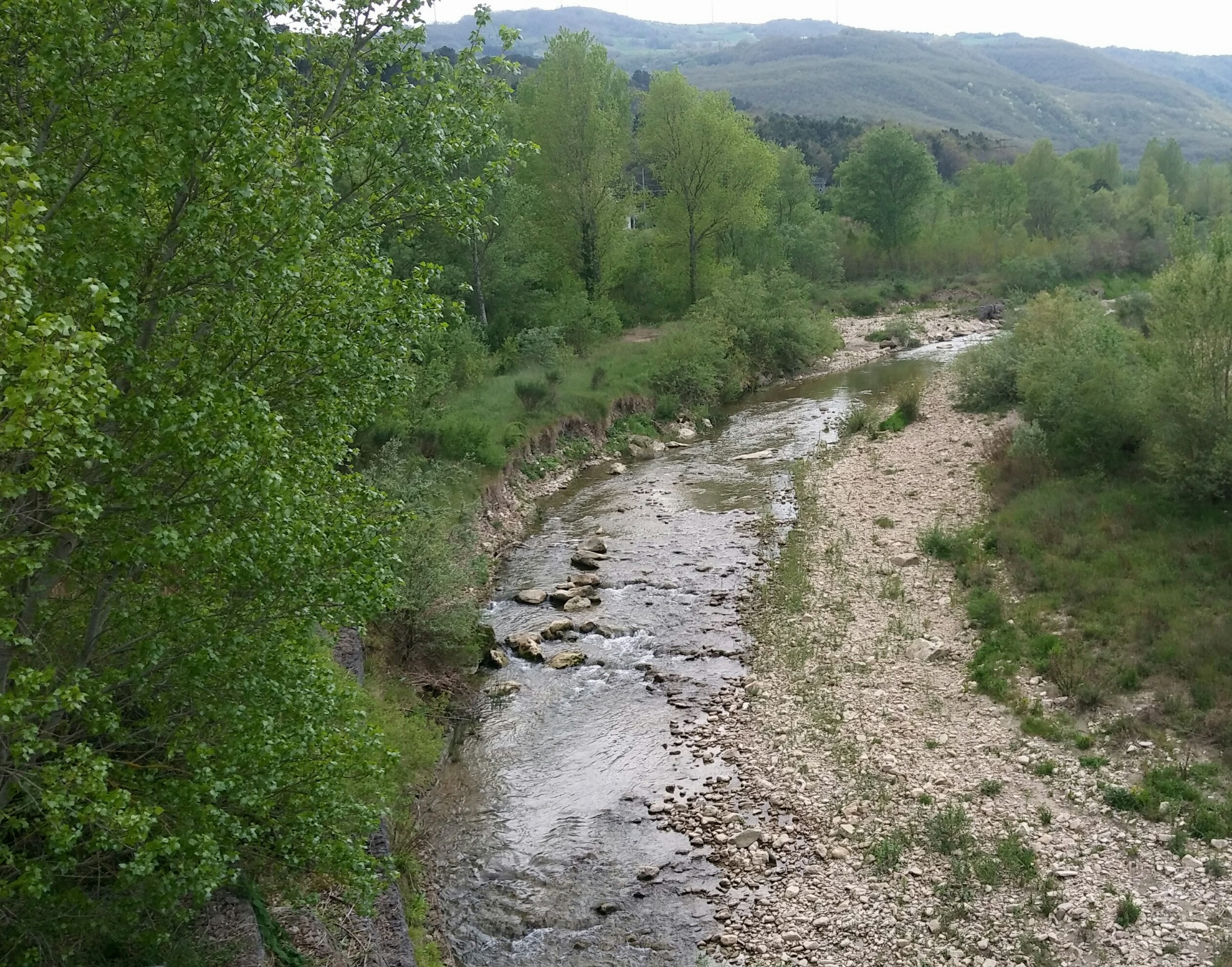
Il torrente Cervaro presso Montaguto, tra i boschi dei monti della Daunia, all'inizio della stagione secca

Un torrente, in idrografia, è un corso d'acqua caratterizzato da un regime estremamente variabile in termini di deflusso.

## Definizione
Un torrente, secondo la definizione da Ardito Desio, è un:
(Geologia applicata all'ingegneria, Ardito Desio, ed. Hoepli, 1973, pagina 225)
Per quanto riguarda invece i singoli corsi d'acqua si può osservare che a livello toponomastico e cartografico la distinzione tra fiumi e torrenti non si basa su criteri oggettivi (quali ad esempio portata, lunghezza, ampiezza del bacino ...) quanto piuttosto deriva da fattori storici o culturali. Corsi d'acqua lunghi, con portate notevoli e relativamente poco variabili nel tempo vengono infatti chiamati torrenti in zone ricche di acque mentre in aree più aride spesso vengono chiamati fiumi corsi d'acqua dall'andamento idrologico altrettanto irregolare. Anche a livello normativo molti ordinamenti non sanciscono una distinzione netta tra fiumi e torrenti. Ad esempio l'Orco, che scende sul versante padano delle Alpi Occidentali, è considerato un torrente pur avendo anche d'estate una portata più che significativa, mentre l'Entella, che dall'Appennino Ligure scende direttamente al mare, pur scomparendo quasi del tutto nella stagione calda è cartografato come fiume.
L'idronimo generico torrente è di derivazione latina, traendo origine dal verbo torrēre (dalla stessa radice di "torrido"), il cui significato fondamentale era disseccare, arroventare, ardere, ma avente anche il senso di essere implacabile, violento, impetuoso.

## Morfologia

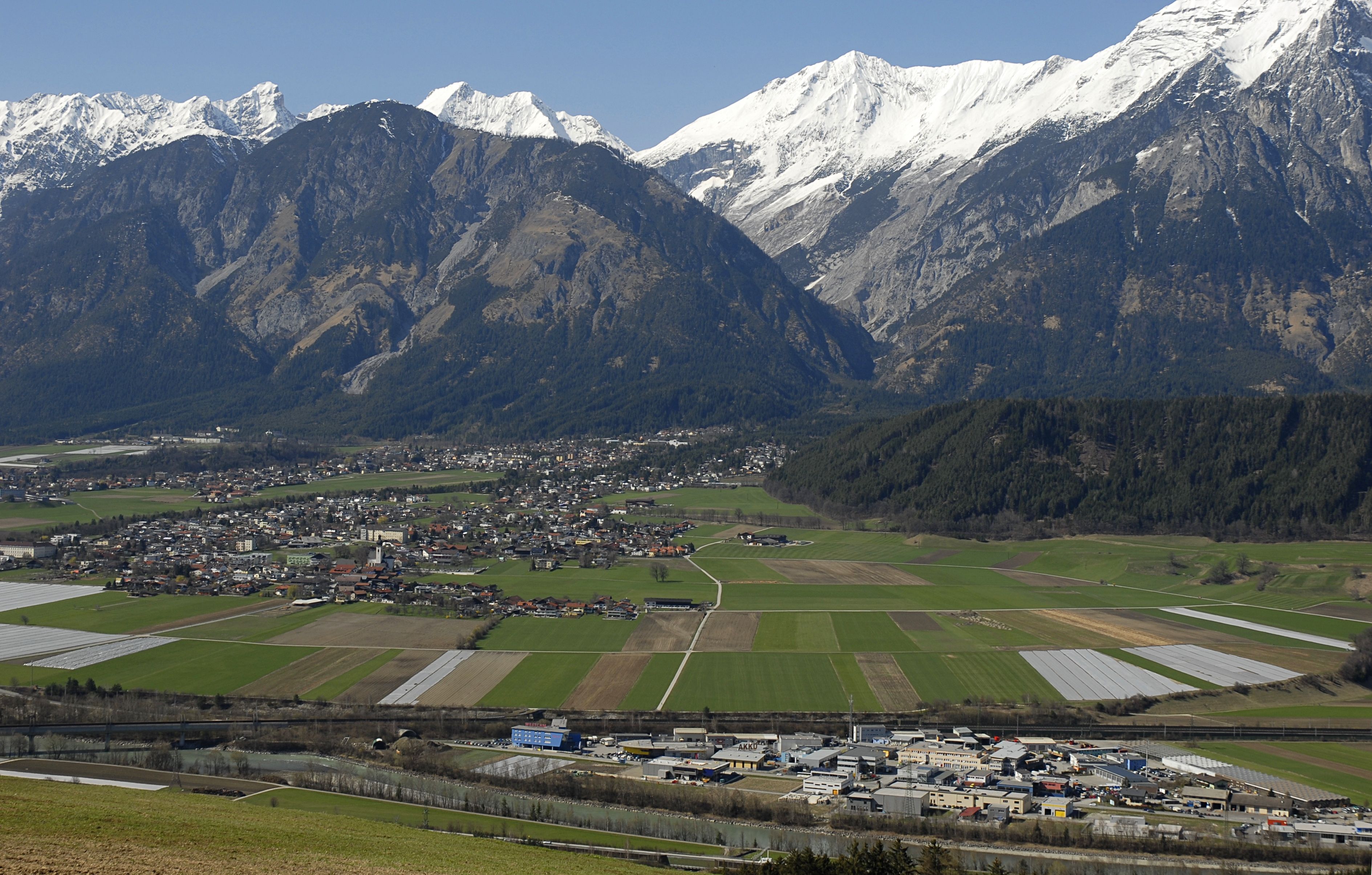
Conoide di deiezione al termine della Halltal (Mils bei Hall, Tirolo).

In generale i torrenti si originano a monte in un bacino a forma di imbuto che termina in un canale di scolo dove si incanalano le acque meteoriche ed i materiali alluvionali. Spesso il greto del torrente è fatto di rocce e sassi erosi dall'acqua sul fondo o da essa trasportati.
Dopo un percorso a monte caratterizzato in genere da una notevole pendenza dell'alveo i torrenti creano spesso, al loro sbocco in una valle più ampia o in una zona pianeggiante, conoidi di deiezione in cui si accumulano, per brusca diminuzione di pendenza, i materiali alluvionali. Il corso d'acqua può ricevere acque da altri ruscelli o torrenti e confluire poi in fiumi, laghi, altri torrenti o direttamente in mare.

## Regime

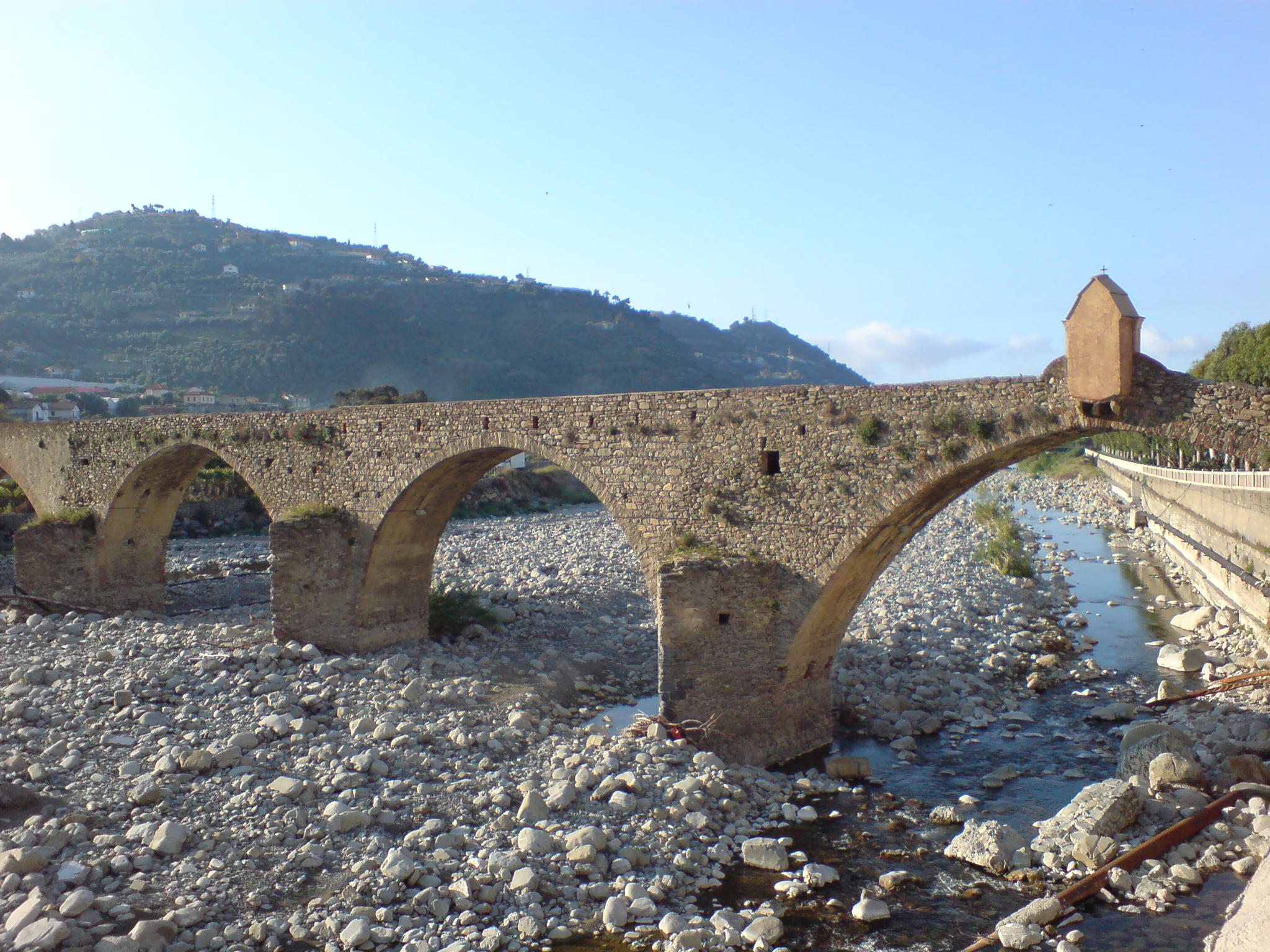
Il torrente Argentina quasi del tutto in secca

Rispetto ad un fiume il torrente manca in genere dell'alimentazione da parte di sorgenti regolari e costanti e presenta una notevole alternanza fra le magre estive e le piene autunnali e primaverili (regime torrentizio) in concomitanza con i differenti regimi precipitativi interannuali. Inoltre, contrariamente ad un fiume, un torrente può rimanere secco, privo di acqua.
Facendo riferimento a questa caratteristica i torrenti vengono divisi in permanenti (quando il bacino di raccolta garantisce in tutti i periodi dell'anno il deflusso superficiale nel loro letto), sempermanenti e temporanei. I torrenti permanenti traggono in genere origine da rilievi sui quali durante l'inverno si accumula una notevole massa nevosa, che viene gradualmente persa durante i mesi più caldi. Quelli temporanei invece, oltre che andare in secca nella stagione calda, possono anche presentarsi privi d'acqua durante l'inverno ed attivarsi solo a fronte di precipitazioni di un certo rilievo. Esempi di questo tipo di corso d'acqua sono le fiumare delle zone semi-aride del bacino del Mediterraneo. Altri esempi di torrenti temporanei sono gli Arroyo (America Centrale) e i Uadi (Nord-Africa).
A volte la sparizione dell'acqua è solo apparente, nel senso che il deflusso prosegue nel sottosuolo ed è mascherato dal materiale detritico che costituisce l'alveo del corso d'acqua. Sperimentalmente la cosa può essere facilmente verificata scavando in alveo fino ad incontrare la falda acquifera.
Il diagramma annuale delle portate di un torrente temporaneo (Lerone) a confronto con quello di un torrente perenne (Sessera)
I torrenti, o almeno alcuni tratti del loro corso, sono di solito caratterizzati da una forte azione erosiva, da notevole capacità di trasporto solido, anche di materiali di grosse dimensioni, e delle piene improvvise.. Ciò può provocare danni ai centri abitati e alle vie di comunicazione: spesso nella storia l'uomo ha modificato il corso dei torrenti per limitare i danni e sfruttare le acque convogliandole in canali, oppure ne ha rettificato o modificato il percorso naturale con opere di vario tipo (es. briglie) o ancora ne ha arginato le sponde.

## Esempi di torrenti

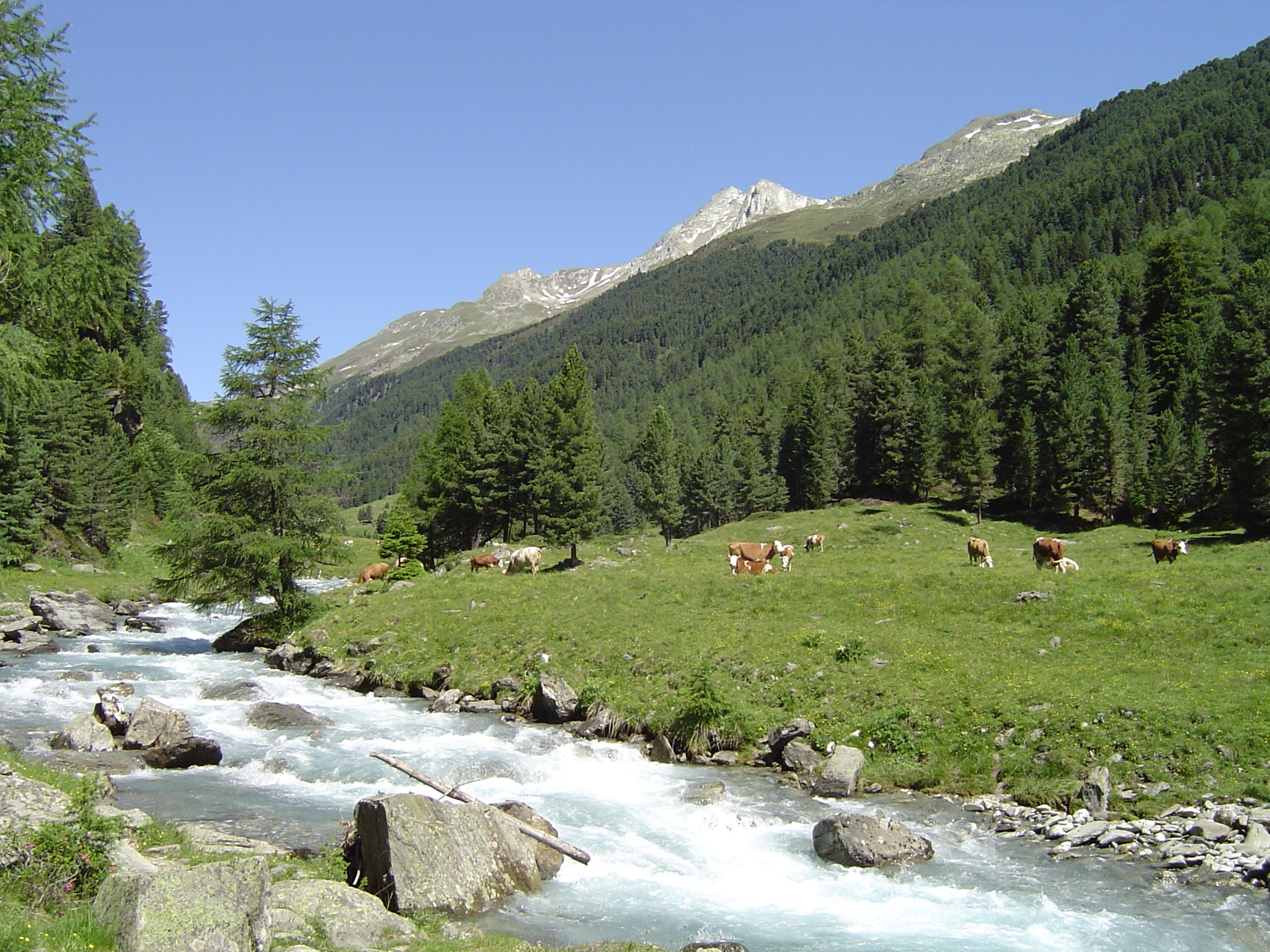
Lo Schwarzach nell'alta Defereggental

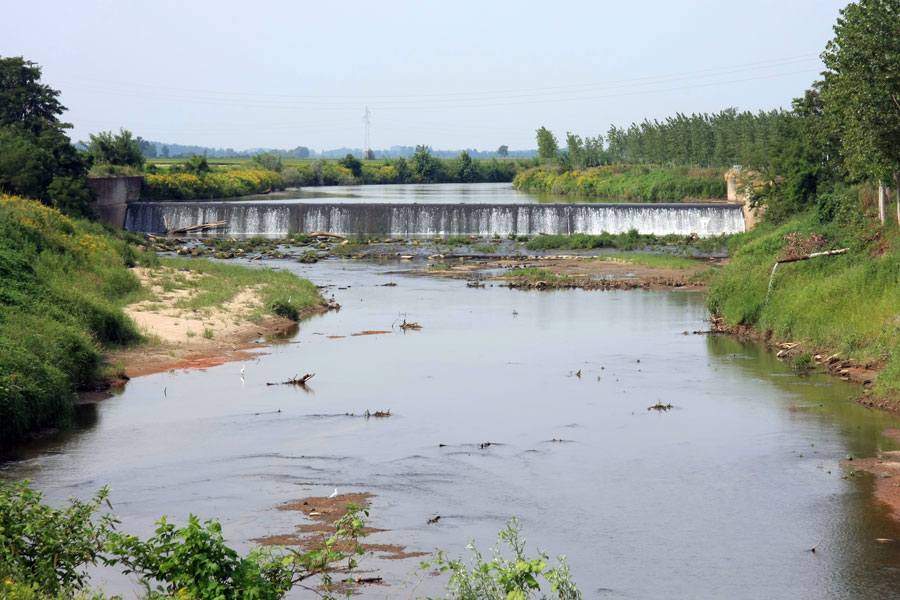
L'Agogna, un torrente lungo circa 140 km

A seguire alcuni esempi di torrenti.

### Austria
- Schwarzach (Tirolo orientale), affluente dell'Isel che nasce presso il passo Stalle
- Kalserbach (Tirolo orientale), affluente dell'Isel che nasce come emissario del lago Dorfersee
- Tauernbach (Tirolo orientale), sfocia nell'Isel a Matrei

### Italia
- Breggia (Lombardia/Canton Ticino): breve torrente alpino con sbocco nel lago di Como
- Mallero (Lombardia): torrente alpino con sbocco nell’Adda
- Orco (Piemonte): grosso torrente alpino che dopo l'uscita nella pianura padana percorre un lungo tratto prima di confluire nel Po
- Parma (Emilia-Romagna): grosso torrente appenninico affluente in destra idrografica del Po
- Bisagno (Liguria): torrente appenninico con sbocco diretto nel Mar Ligure dopo aver attraversato il centro di Genova
- Ombrone Pistoiese (Toscana): torrente appenninico del versante tirrenico, affluente dell'Arno
- Castellano (Marche): torrente appenninico del versante Adriatico, affluente del Tronto
- Aia (Lazio): torrente appenninico, affluente in sinistra idrografica del Tevere
- Fiumarella (Puglia/Campania): torrente appenninico, tributario in destra idrografica dell'Ufita
- Amendolea (Calabria): lunga fiumara appenninica con sbocco diretto nel Mar Jonio
- Kemonia (Sicilia): torrente del Palermitano il cui corso è stato per un lungo tratto interrato e deviato rispetto al percorso originario